# Ислам в ЦАР

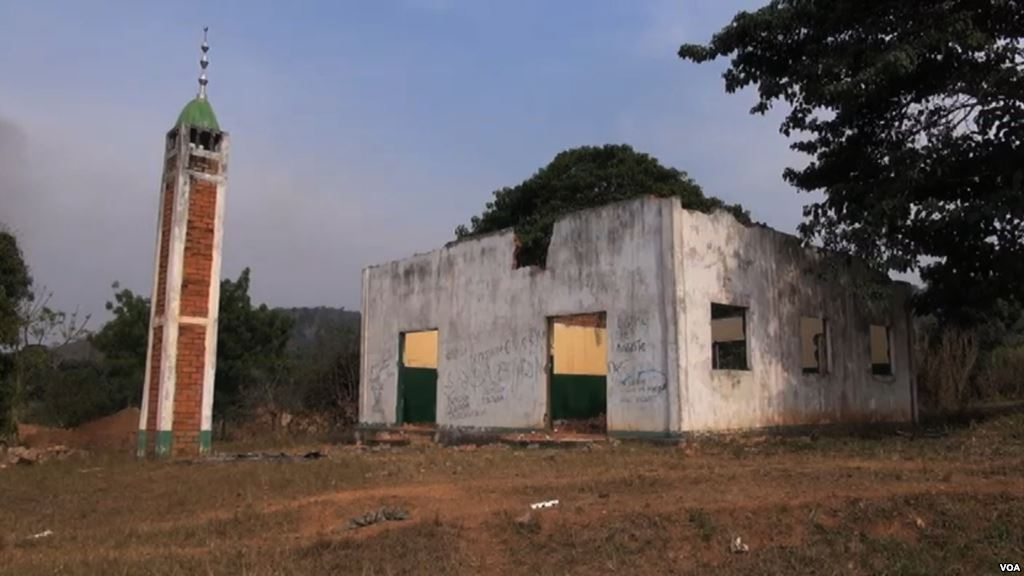
Мечеть в городе Боали

Ислам в Центральноафриканской Республике (ЦАР) является второй, по численности верующих, религией после христианства. Его исповедуют около 10 % населения этой страны.

## История
В XV веке район нынешней территории Центральноафриканской Республики оказался между сильным мусульманским государством Канем-Борно на севере и христианским королевством Конго. В XV—XVI веках там существовало христианское государство Гаога. В то же время арабы и фульбе начинают распространять ислам в северной части нынешней ЦАР. При правителе Багирми Абдулле IV (1568—1608) ислам был принят в качестве государственной религии, а сам Абдулла принял титул султана. Суданские народности банда, гбайя, занде сопротивлявшиеся насаждению ислама, вынуждены были уходить в глубинные районы Африки, но и там они подвергались нападениям мусульманских работорговцев
Часть народа банда приняла ислам в XVII веке и стала называться рунга. В конце XIX века северная часть современной ЦАР вошла в состав радикально-исламского государства Рабих аз-Зубайра, а южная часть начала колонизироваться Францией насаждавшей там христианство. После поражения Рабиха аз-Зубайра в битве при Куссери в 1900 году северная часть ЦАР также вошла в состав французской колонии Убанги-Шари.
13 августа 1960 года ЦАР провозгласила независимость. В 2012 году на территории Центральноафриканской Республики вспыхнул религиозный конфликт, явившийся последствием Гражданской войны 2004—2007 гг. Альянс исламистских повстанцев Селека базировавшийся на северо-востоке ЦАР начал наступление на столицу ЦАР город Банги. Повстанцы свергли президента Франсуа Бозизе, обвинив правительство в несоблюдении условий мирных соглашений, подписанных в 2007 году и установили новый режим во главе с Мишелем Джотодия. В августе 2013 года стали поступать сообщения, что бойцы мусульманской Селеки опустошают христианские деревни, не трогая мусульманские. Мусульманские вооружённые группы осуществляли убийства, грабежи, изнасилования, пытки и похищения людей, действуя главным образом, против гражданских лиц — христиан. В ответ христиане начали создавать отряды самообороны Антибалака, которые начали осуществлять террор против мусульманского меньшинства. 2 ноября 2013 года специальный советник ООН по предотвращению геноцидов Адама Динг заявил, что в ЦАР велик риск геноцида по религиозному признаку.

## Численность и расселение
В Центральноафриканской Республике проживает 750 000 мусульман, что составляет примерно 10 % населения этой страны. мусульмане вторая по численности религиозная группа после христиан, которые составляют примерно 80 % населения ЦАР. Большинство мусульман проживает на северо-востоке республики, недалеко от границы с преимущественно мусульманскими Чадом и Суданом. Большая часть мусульман Центральноафриканской Республики относятся к суннитами Маликитского мазхаба.